# Цолга
Цолга (рос. Цолга) — улус Мухоршибірського району, Бурятії Росії. Входить до складу Сільського поселення Цолгинського.
Населення — 737 осіб (2015 рік).